# Nunca te Duermas Escuchando Relatos de Amor
Nunca te Duermas Escuchando Relatos de Amor é um romance do escritor uruguaio Fernando Villalba. Lançado em 2018, pela editora Fin del Siglo, o título conta a história de Emilio, um escritor de livros de autoajuda, que é suspeito de ter matado sua ex-esposa, Paula. A narrativa se passa nas tardes de chá convocadas pela irmã de Emilio, nas quais estão presentes também Gabriela e sua irmã Cláudia, consideradas primas por afinidade de Emilio e sua irmã.  Emilio inicialmente não é convidado para as reuniões, mas espia as mulheres para saber o que falam sobre a investigação policial da morte de Paula, que além de ex-mulher do Emilio, era amiga das “três graças” (como Emilio chama sua irmã e as suas “primas”). 
A presenca de Emilio nas reuniões traz uma reviravolta às conversas. O protagonista passa a contar relatos do passado, que surpreendem pelo fato de se entrelaçar tanto com o mistério policial quanto com os dramas afetivos dos protagonistas. 
A obra foi lançada na Feira do Livro de Montevidéu, em setembro de 2018 , e recebeu uma menção honrosa no Prêmio Juan Carlos Onetti no mesmo ano. 